# Friedrich Leopold Woeste

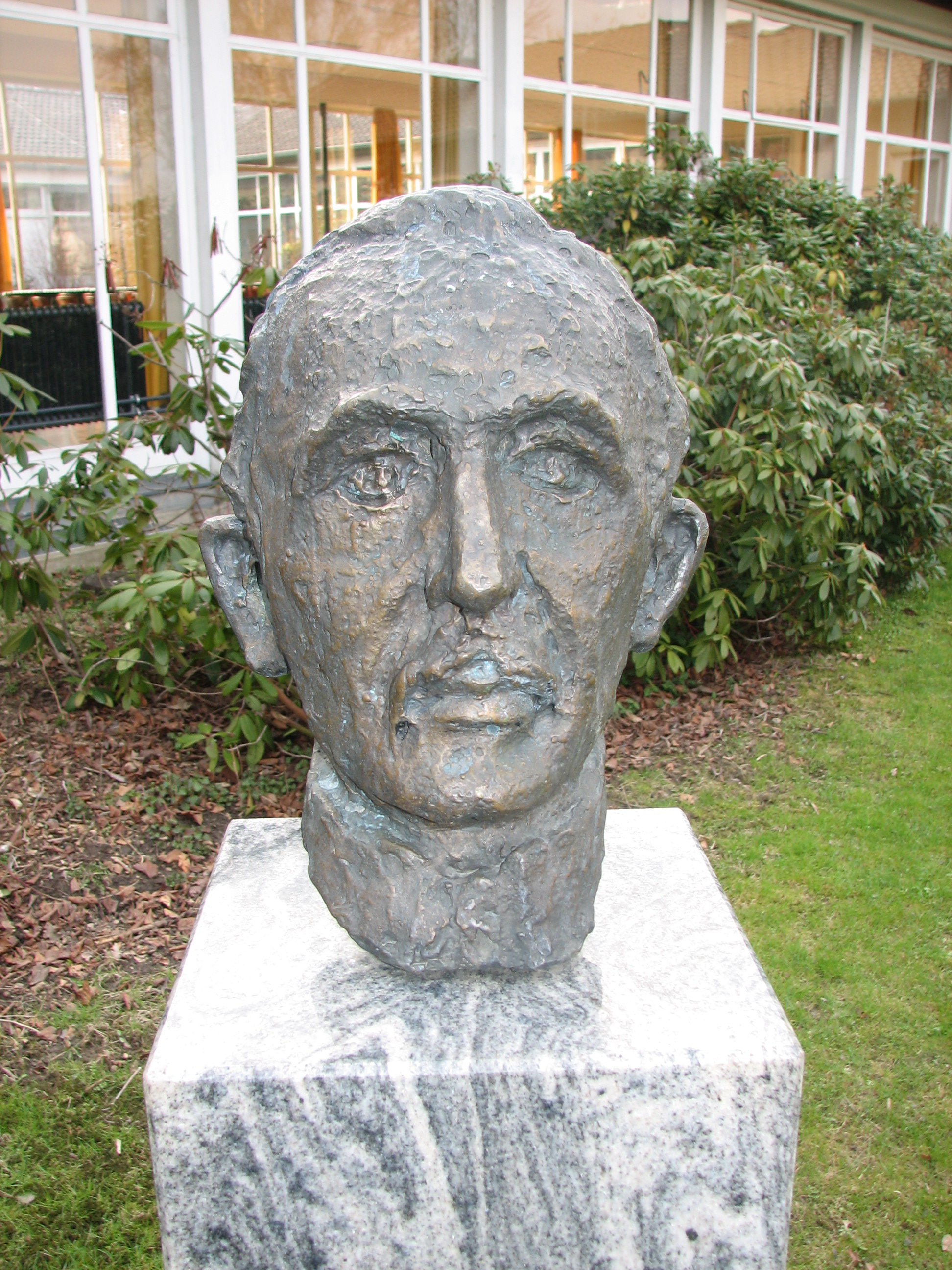
Büste Woestes vor dem nach ihm benannten Gymnasium

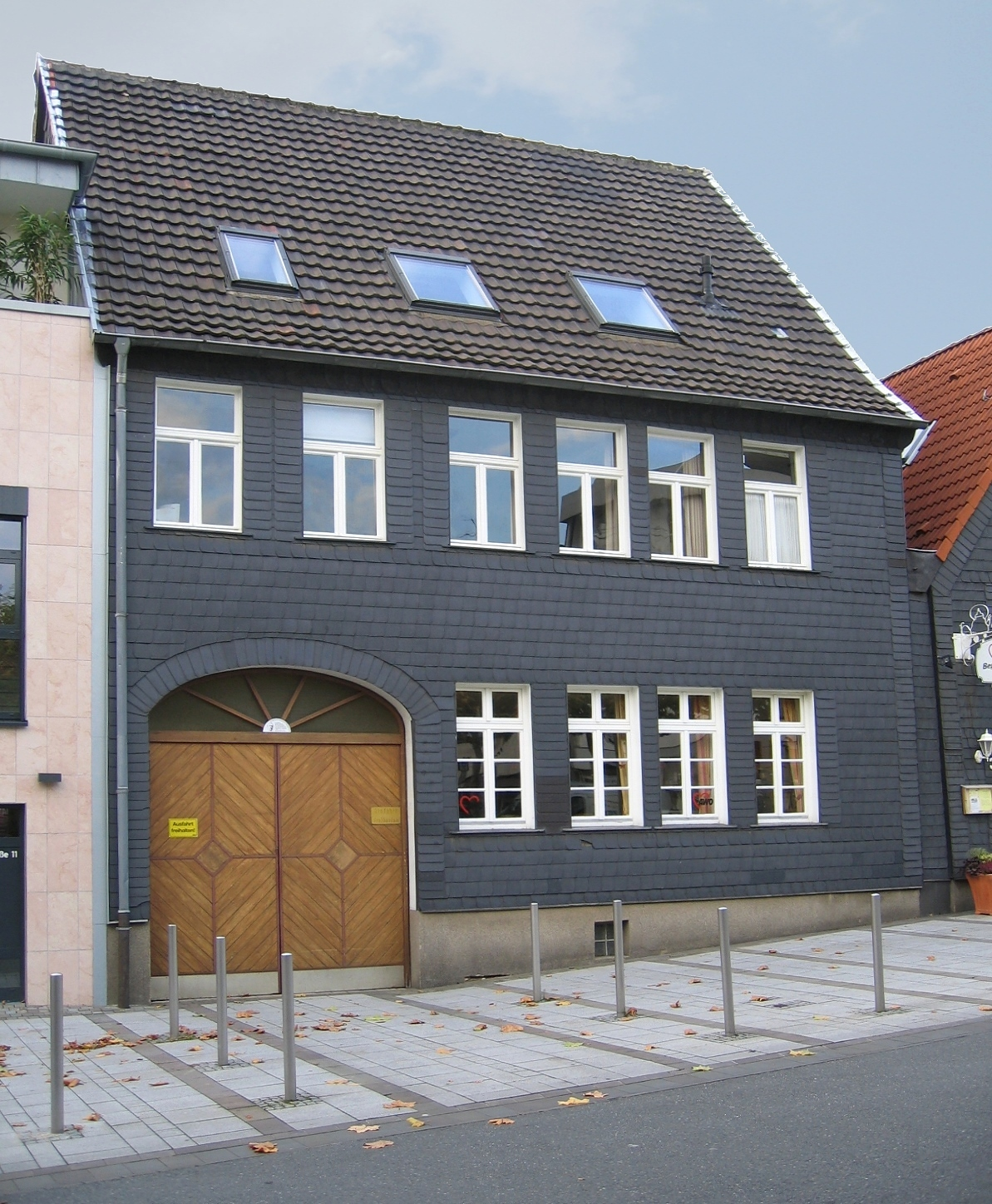
Woeste-Wohnhaus in Iserlohn

Johann Friedrich Leopold Woeste (* 15. Februar 1807 in Niederhemer; † 7. Januar 1878 in Iserlohn) war ein deutscher Sprachwissenschaftler und Mundartforscher.

## Leben
Friedrich Leopold Woeste war das älteste von acht Kindern des Volksschullehrers Johann Ludolf Leopold Woeste und seiner Ehefrau Maria Katharina Woeste geb. Kruse. Frühzeitig erhielt Woeste Unterricht in Geschichte, Geographie, Latein und Französisch. Auf Veranlassung seines Lehrers Pastor Wulfert schickten ihn seine Eltern auf das Gymnasium in Elberfeld, wo er bei Verwandten seiner Mutter wohnte. Von 1822 bis 1826 war Woeste Hausschüler der Franckeschen Stiftungen zu Halle, die er mit dem bestmöglichen Abschlusszeugnis verließ. Von 1826 bis 1829 studierte er ebenfalls in Halle Theologie und lernte parallel dazu Griechisch und Hebräisch. 1832 legte er ein Predigerexamen in Münster ab, wenngleich er sich später nie um ein geistliches Amt bemühte.
Ab 1829 unterrichtete er in Hemer an einer Privatschule und war als Hauslehrer in Altena tätig. In dieser Zeit begann er auch das Studium des Plattdeutschen und erkundete Flora und Fauna des Raumes Hemer. 1839 siedelte er nach Iserlohn über, wo er als Privatgelehrter, Haus- und Privatlehrer lebte und arbeitete. Für einige Kaufleute fertigte er fremdsprachige Korrespondenzen. 1849/50 war er Lehrer für neuere Sprachen an der Höheren Stadtschule in Iserlohn (später Märkisches Gymnasium). Woeste konnte acht Sprachen (Deutsch, Englisch, Französisch, Italienisch, Niederländisch, Dänisch, Schwedisch und Spanisch) fließend sprechen und unterrichtete diese auch. In den 1860er-Jahren arbeitete er zudem für die wissenschaftliche Zeitschrift „Germania“ und verschiedene Wörterbücher.
Krankheitsbedingt zog der unverheiratete Woeste 1877 zu seiner Schwester, bevor er dort im Januar 1878 an einem Brustleiden starb. Er ist auf dem städtischen Friedhof in Iserlohn beigesetzt worden, wo heute noch der Grabstein vorzufinden ist.

## Werk

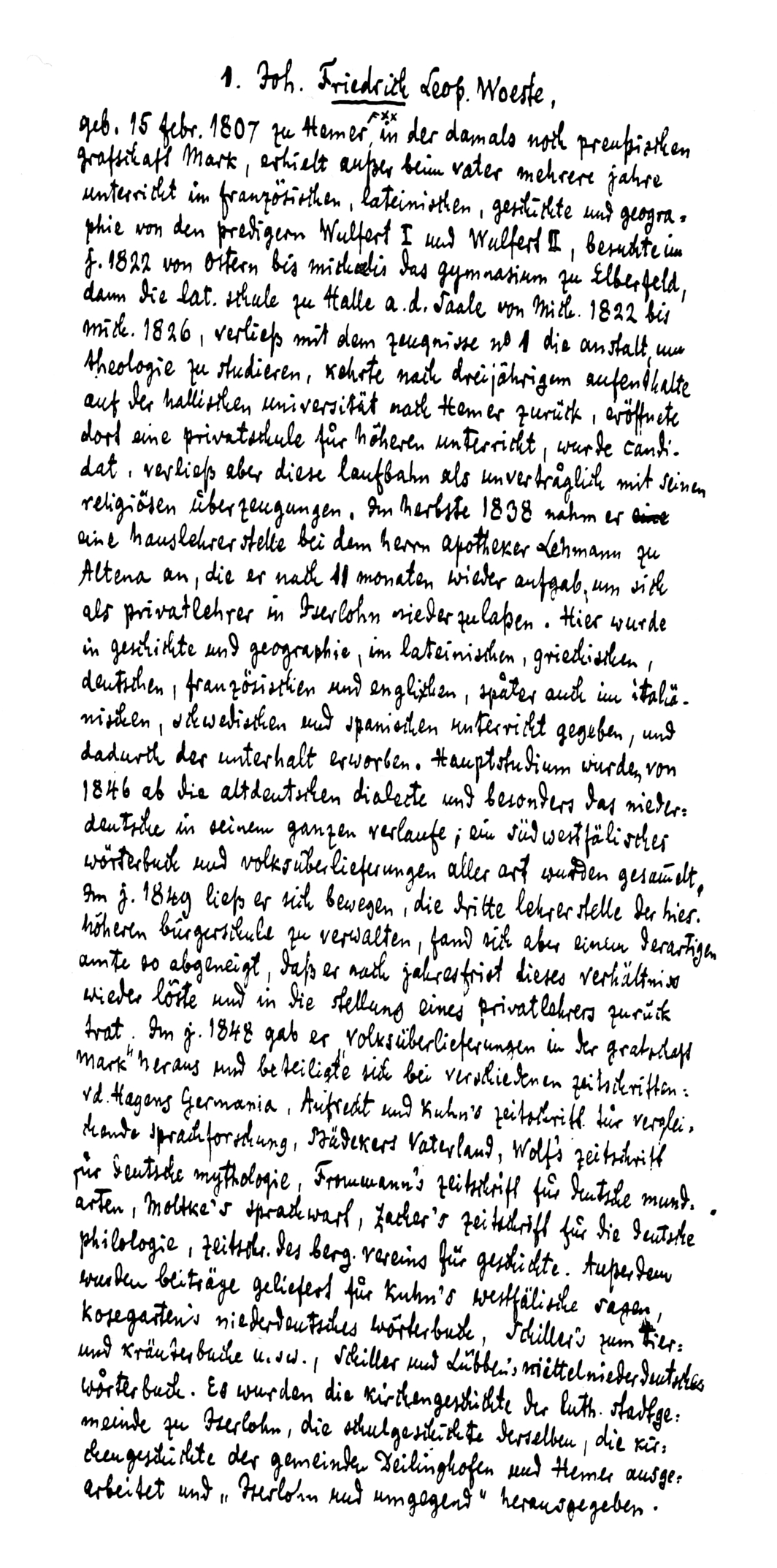
Handschrift „Woeste über sich selbst“

Woeste hat viele Aufsätze und Artikel zur Etymologie, Ortsgeschichte und Sagenkunde verfasst. Besonderen Wert hat sein 1882 als Ergebnis 40-jähriger Forschungs- und Sammlertätigkeit erschienenes „Wörterbuch der westfälischen Mundart“, das neben dem westfälischen und speziell dem märkischen Wortschatz auch Sprichwörter und damit Hinweise auf Volksgebräuche enthält. Aber auch seine anderen Forschungen sind für die niederdeutsche Mundart wertvoll. „Ohne seine Arbeiten von damals würde Westfalen einen großen Teil seiner Volkskunde, Sprach- und Märchenforschung nicht als wertvolle Grundlage für spätere Arbeiten besessen haben.“ Weitere Arbeiten sind veröffentlicht in „Sagen, Gebräuche und Märchen aus Westfalen“ (Leipzig 1859) von Adalbert Kuhn und „Germaniens Völkerstimmen 1841-66“ von Johann Matthias Firmenich-Richartz. Dabei konnte Woeste durch die Kenntnisse der europäischen Sprachen vor allem vergleichende Sprachwissenschaft anwenden. Für seine Verdienste wurde Woeste in die Berliner „Gesellschaft für deutsche Sprache“ aufgenommen.
Die 1829 von ihm gegründete Privatschule für höheren Unterricht in Hemer bildet einen Vorläufer für das später nach ihm benannte Friedrich-Leopold-Woeste-Gymnasium. Auch eine Grundschule in der Nähe seines Geburtshauses trägt seinen Namen.

## Schriften
- Volksüberlieferungen in der Grafschaft Mark nebst einem Glossar. Iserlohn, 1848 (Digitalisat)
- Wörterbuch der westfälischen Mundart. Leipzig, 1882 (Digitalisat)
- Literatur von und über Friedrich Leopold Woeste im Katalog der Deutschen Nationalbibliothek